# Дарк, Олег Ильич
Олег Ильич Дарк (род. 17 января 1959, Москва) — российский прозаик, критик, эссеист.

## Биография
Детство провёл в подмосковной Малаховке (что описано в автобиографической повести «Андреевы игрушки»). Окончил филологический факультет МГУ (дипломная работа по Ф. Достоевскому). Работал научным сотрудником Музея А. С. Пушкина (1981—1982), методистом по интернациональному воспитанию в районном Доме пионеров, редактором, вахтёром в Институте переливания крови (1987—1995), Институте гидромашиностроения.

## Литературная деятельность
Статьи, рассказы, эссе, переводы опубликованы в журналах «Дружба народов», «Знамя», «Вопросы литературы», «Новый мир», «Новая Юность», «Сельская молодёжь», «НЛО», «©оюз Писателей» и др.
Комментатор изданий романа Фёдора Сологуба «Мелкий бес» (М.: Правда, 1989), Владимира Набокова (Собр. соч.: В 4 т. М.: Правда, 1990), Василия Розанова «Несовместимые контрасты жития» (М.: Искусство, 1990).
Составитель трёхтомника «Проза Русского Зарубежья» (М.: СЛОВО/SLOVO, 2000), автор предисловия и комментариев к нему. Составитель сборника «Поэзия Русского Зарубежья» (М.: СЛОВО/SLOVO, 2001), автор предисловия и комментариев к нему.
Исследователь творчества Елены Шварц; несколько лет находился с ней в переписке. Опубликовал пять эссе, посвящённых её поэзии: «Пчела Шварц» («Русский журнал», 07.07.2003), «Волна и пламя» («Знамя», № 8, 2004), «Елена Шварц — танец молнии» («Новый мир», № 10, 2004), «Елена Шварц. Запечатленный театр» (Литературно-философский журнал «Топос» 09.02.2005), «Птицы и рыбы» («Знамя», № 9, 2005).
Автор предисловий к книгам Егора Радова «Змеесос», Сергея Завьялова «Речи: стихотворения и поэмы», Игоря Лёвшина «Говорящая ветошь», Тамерлана Тадтаева «Иди сюда, парень» и других.
С 2012 по 2015 г. «наполнял» в «Новом мире» рубрику «Книжная полка» по итогам «Русской премии».
С 2013 г. организует литературные вечера на «Красной башне».
Член редакционного совета издательского проекта «Русский Гулливер».

## Отзывы о творчестве
Александр Вяльцев, поэт, художник, издатель:

Нарбикова, Виктор Ерофеев, Олег Дарк, Владимир Сорокин достигли степеней известных (в литературном рейтинге), топя в крови, дерьме и сперме воображаемых героев. Гуманисты! Как они отстали от жизни. — А. Вяльцев. «Митин журнал» / / Сайт «Митиного журнала»
Дмитрий Быков, писатель, литературовед, критик:

Это талантливо, но мне совсем не близко. <…> Ну как и Олег Дарк, в общем. Это талантливо, но не близко, — вот так бы я сказал.— Д. Быков. «Эхо Москвы». «Один» от 15.11.2015 // Сайт радио «Эхо Москвы»
Критик Людмила Вязмитинова:

Увы, приходится признать, что в рассказах Дарка мало «гротесковости» и много «реалистичности». Будучи реалистом, насколько это возможно в современном мире, имеющем размытые представления о том, как именно устроена реальность, Дарк, как и Бунин, сосредоточен на взаимодействии в человеке плотского и духовного начал.
— Л. Вязмитинова. «Homo sapiens в картинках». «Новый мир» № 12, 2014  // Сайт журнала «Новый мир»